# Supercoppa italiana (tennis tavolo)
La Supercoppa italiana di tennistavolo è un trofeo nazionale organizzato annualmente dalla FITeT. Vede affrontarsi la squadra campione d'Italia e la vincitrice della Coppa Italia.